# Gran Premi de Mònaco del 2017
El Gran Premi de Mònaco de Fórmula 1 de 2017 va ser la sisena carrera de la temporada 2017. Es corregué lloc del 25 al 27 de maig en el Circuit de Montecarlo, a Mònaco. Lewis Hamilton va ser el vencedor de l'edició anterior, seguit per Daniel Ricciardo i Sergio Pérez. Els pilots que estaran en actiu que han guanyat a Mònaco són Lewis Hamilton, Sebastian Vettel, Fernando Alonso i Kimi Räikkönen.

## Entrenaments lliures

### Primers lliures
Resultats
| Pos. | Nº | Pilot            | Equip/Motor          | Millor temps | Diferència | Compost | Voltes |
| ---- | -- | ---------------- | -------------------- | ------------ | ---------- | ------- | ------ |
| 1    | 44 | Lewis Hamilton   | Mercedes AMG         | 1:13.425     | -          | US      | 40     |
| 2    | 5  | Sebastian Vettel | Ferrari              | 1:13.621     | +0.196     | US      | 34     |
| 3    | 33 | Max Verstappen   | Red Bull - TAG Heuer | 1:13.771     | +0.346     | US      | 32     |
| 4    | 77 | Valtteri Bottas  | Mercedes AMG         | 1:13.791     | +0.366     | US      | 40     |
| 5    | 3  | Daniel Ricciardo | Red Bull - TAG Heuer | 1:13.854     | +0.429     | US      | 45     |

### Segons lliures
Resultats
| Pos. | Nº | Pilot            | Equip/Motor          | Millor temps | Diferència | Compost | Voltes |
| ---- | -- | ---------------- | -------------------- | ------------ | ---------- | ------- | ------ |
| 1    | 5  | Sebastian Vettel | Ferrari              | 1:12.720     | -          | US      | 38     |
| 2    | 3  | Daniel Ricciardo | Red Bull - TAG Heuer | 1:13.207     | +0.487     | US      | 35     |
| 3    | 7  | Kimi Räikkönen   | Ferrari              | 1:13.283     | +0.563     | US      | 46     |
| 4    | 26 | Daniil Kvyat     | Scuderia Toro Rosso  | 1:13.331     | +0.611     | US      | 41     |
| 5    | 55 | Carlos Sainz     | Scuderia Toro Rosso  | 1:13.400     | +0.680     | US      | 43     |

### Tercers lliures
Resultats
| Pos. | Nº | Pilot            | Equip/Motor          | Millor temps | Diferència | Compost | Voltes |
| ---- | -- | ---------------- | -------------------- | ------------ | ---------- | ------- | ------ |
| 1    | 5  | Sebastian Vettel | Ferrari              | 1:12.395     | -          | US      | 23     |
| 2    | 7  | Kimi Räikkönen   | Ferrari              | 1:12.740     | +0.345     | US      | 26     |
| 3    | 77 | Valtteri Bottas  | Mercedes AMG         | 1:12.830     | +0.435     | US      | 29     |
| 4    | 33 | Max Verstappen   | Red Bull - TAG Heuer | 1:12.940     | +0.545     | US      | 27     |
| 5    | 44 | Lewis Hamilton   | Mercedes AMG         | 1:13.230     | +0.835     | US      | 27     |

## Classificació
Resultats
| Pos. | Nº | Pilot             | Equip-motor             | Part 1   | Part 2   | Part 3      | Graella |
| ---- | -- | ----------------- | ----------------------- | -------- | -------- | ----------- | ------- |
| 1    | 7  | Kimi Räikkönen    | Ferrari                 | 1:13.117 | 1:12.231 | 1:12.178    | 1       |
| 2    | 5  | Sebastian Vettel  | Ferrari                 | 1:13.090 | 1:12.449 | 1:12.221    | 2       |
| 3    | 77 | Valtteri Bottas   | Mercedes AMG            | 1:13.325 | 1:12.901 | 1:12.223    | 3       |
| 4    | 33 | Max Verstappen    | Red Bull - TAG Heuer    | 1:13.078 | 1:12.697 | 1:12.496    | 4       |
| 5    | 3  | Daniel Ricciardo  | Red Bull - TAG Heuer    | 1:13.219 | 1:13.011 | 1:12.998    | 5       |
| 6    | 55 | Carlos Sainz      | Scuderia Toro Rosso     | 1:13.526 | 1:13.397 | 1:13.162    | 6       |
| 7    | 11 | Sergio Pérez      | Force India             | 1:13.530 | 1:13.430 | 1:13.329    | 7       |
| 8    | 8  | Romain Grosjean   | Haas F1 Team            | 1:13.786 | 1:13.203 | 1:13.349    | 8       |
| 9    | 22 | Jenson Button     | McLaren F1 Team         | 1:13.723 | 1:13.453 | 1:13.613    | 20      |
| 10   | 2  | Stoffel Vandoorne | McLaren F1 Team         | 1:13.476 | 1:13.249 | sense temps | 12      |
| 11   | 26 | Daniil Kvyat      | Scuderia Toro Rosso     | 1:13.899 | 1:13.516 |             | 9       |
| 12   | 27 | Nico Hülkenberg   | Renault                 | 1:13.787 | 1:13.628 |             | 10      |
| 13   | 20 | Kevin Magnussen   | Haas F1 Team            | 1:13.531 | 1:13.959 |             | 11      |
| 14   | 44 | Lewis Hamilton    | Mercedes AMG            | 1:13.640 | 1:14.106 |             | 13      |
| 15   | 19 | Felipe Massa      | Williams Martini Racing | 1:13.796 | 1:20.529 |             | 14      |
| 16   | 31 | Esteban Ocon      | Force India             | 1:14.101 |          |             | 15      |
| 17   | 30 | Jolyon Palmer     | Renault                 | 1:14.696 |          |             | 16      |
| 18   | 18 | Lance Stroll      | Williams Martini Racing | 1:14.893 |          |             | 17      |
| 19   | 94 | Pascal Wehrlein   | Sauber F1 Team          | 1:15.159 |          |             | 18      |
| 20   | 9  | Marcus Ericsson   | Sauber F1 Team          | 1:15.276 |          |             | 19      |

## Carrera
Resultats
| Pos. | Nº | Pilot             | Equip-motor             | Voltes | Temps/Retirat  | Graella | Punts |
| ---- | -- | ----------------- | ----------------------- | ------ | -------------- | ------- | ----- |
| 1    | 5  | Sebastian Vettel  | Ferrari                 | 78     | 1:44:44.340    | 2       | 25    |
| 2    | 7  | Kimi Räikkönen    | Ferrari                 | 78     | +3.145         | 1       | 18    |
| 3    | 3  | Daniel Ricciardo  | Red Bull - TAG Heuer    | 78     | +3.745         | 5       | 15    |
| 4    | 77 | Valtteri Bottas   | Mercedes AMG            | 78     | +5.517         | 3       | 12    |
| 5    | 33 | Max Verstappen    | Red Bull - TAG Heuer    | 78     | +6.199         | 4       | 10    |
| 6    | 55 | Carlos Sainz      | Scuderia Toro Rosso     | 78     | +12.038        | 6       | 8     |
| 7    | 44 | Lewis Hamilton    | Mercedes AMG            | 78     | +15.801        | 13      | 6     |
| 8    | 8  | Romain Grosjean   | Haas F1 Team            | 78     | +18.150        | 8       | 4     |
| 9    | 19 | Felipe Massa      | Williams Martini Racing | 78     | +19.445        | 14      | 2     |
| 10   | 20 | Kevin Magnussen   | Haas F1 Team            | 78     | +21.443        | 11      | 1     |
| 11   | 30 | Jolyon Palmer     | Renault                 | 78     | +22.737        | 16      |       |
| 12   | 31 | Esteban Ocon      | Force India             | 78     | +23.725        | 15      |       |
| 13   | 11 | Sergio Pérez      | Force India             | 78     | +49.089        | 7       |       |
| Ret  | 26 | Daniil Kvyat      | Scuderia Toro Rosso     | 71     | Xoc            | 9       |       |
| Ret  | 18 | Lance Stroll      | Williams Martini Racing | 71     | Frens          | 17      |       |
| Ret  | 2  | Stoffel Vandoorne | McLaren F1 Team         | 63     | Accident       | 12      |       |
| Ret  | 9  | Marcus Ericsson   | Sauber F1 Team          | 63     | Accident       | 19      |       |
| Ret  | 22 | Jenson Button     | McLaren F1 Team         | 57     | Xoc            | 20      |       |
| Ret  | 94 | Pascal Wehrlein   | Sauber F1 Team          | 57     | Semitrompo/xoc | 18      |       |
| Ret  | 27 | Nico Hülkenberg   | Renault                 | 15     | Motor          | 10      |       |

## Classificacions després de la carrera
| Pos. | Pilot            | Punts | Canvis de posició |
| ---- | ---------------- | ----- | ----------------- |
| 1    | Sebastian Vettel | 129   | =                 |
| 2    | Lewis Hamilton   | 104   | =                 |
| 3    | Valtteri Bottas  | 75    | =                 |
| 4    | Kimi Räikkönen   | 67    | =                 |
| 5    | Daniel Ricciardo | 52    | =                 |

| Pos. | Constructor          | Punts | Canvis de posició |
| ---- | -------------------- | ----- | ----------------- |
| 1    | Ferrari              | 196   | 1                 |
| 2    | Mercedes AMG         | 179   | 1                 |
| 3    | Red Bull - TAG Heuer | 97    | =                 |
| 4    | Force India          | 53    | =                 |
| 5    | Scuderia Toro Rosso  | 29    | =                 |